# Wasserwirtschaft

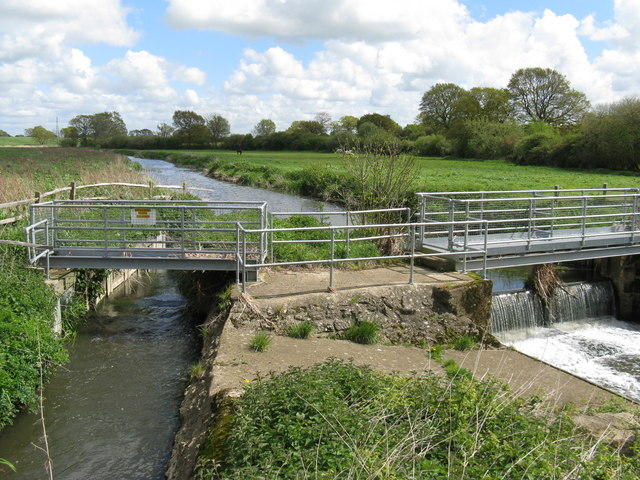
Bewirtschaftung von Wasser an einem Fließgewässer

Wasserwirtschaft ist „die zielbewusste Ordnung aller menschlichen Einwirkungen auf das ober- und unterirdische Wasser“ (DIN 4049). Aufbauend auf den Erkenntnissen der Hydrologie liefert sie die methodischen Grundlagen für verschiedenen Maßnahmen des Wasserbaus mit dem Ziel, die langfristige und nachhaltige Verwaltung und Nutzung der Ressource Wasser sicherzustellen und gleichzeitig die Umwelt zu schützen. Eine wesentliche Aufgabe des Wassermanagements ist dabei die Schaffung eines Ausgleichs zwischen dem quantitativ und qualitativ begrenzten natürlichen Wasserdargebot und dem sich aus dem Anspruch der Gesellschaft ergebenden Wasserbedarf und den daraus folgenden und zum Teil rivalisierenden Nutzungsmöglichkeiten. Zukünftig werden dazu vermehrt Nachhaltigkeitskonzepte und ein Integriertes Wassermanagement zur Anwendung kommen müssen.

## Hintergrund
Wasser ist die Grundlage allen Lebens und ist damit ein lebensnotwendiges Gut. Es ist nicht substituierbar und wird auch als das „Blaue Gold“ bezeichnet. Das Recht auf Zugang zu sauberem Wasser wird seit 2010 von der UN als Menschenrecht anerkannt. Die EU schreibt in der Wasserrahmenrichtlinie (EU-WRRL) als Präambel:

„Wasser ist keine übliche Handelsware, sondern ein ererbtes Gut, das geschützt, verteidigt und entsprechend behandelt werden muss.“

Neben der ökologischen Bedeutung prägt es als wichtiger Bestandteil des Naturhaushaltes die Natur über das Klima, die Gewässer und Gletscher. Bei der Nutzung sollten keine negativen Auswirkungen auf Wassermenge und -qualität entstehen. Daher muss der Schutz des Grundwassers und der Gewässer oberste Priorität haben, damit es als Trinkwasser und als Lebensraum für Tiere und Pflanzen erhalten bleibt. Es ist für die Gesundheit der Bevölkerung, zum Erhalt der natürlichen Lebensgrundlagen und als Voraussetzung für gesellschaftliche und wirtschaftliche Entwicklung unverzichtbar.

## Ziele
Nur durch eine verantwortungsvolle Nutzung und zielgerichtete Bewirtschaftung des Wassers können die vielfältigen menschlichen Eingriffe in den Wasserkreislauf kompensiert und die natürlichen Lebensgrundlagen erhalten werden. Ziel ist die Bewahrung bzw. Wiederherstellung des ökologischen Gleichgewichts der Gewässer, damit Wasser stets in ausreichender Menge und Qualität dauerhaft verfügbar ist. Die für die Wasserwirtschaft zuständigen Behörden der Bundesländer beschreiben ihre grundsätzlichen Ziele mit:
- Schutz des Wassers als Bestandteil des Naturhaushalts und als Lebensraum für Flora und Fauna
- Ermöglichen einer verantwortungsvollen Nutzung des Wassers durch die Menschen
- Schutz der Bürger vor den Gefahren des Wassers wie Starkregen und Hochwasser
- Dauerhafte Bereitstellung von sauberen, hygienisch einwandfreiem Wasser in ausreichender Menge
- fachgerechte Abwasserentsorgung und Beseitigung der anfallenden Reststoff

Quellen:

## Aufgaben
Die Wasserwirtschaft ist Teil des Wasserkreislaufmanagements und sorgt zusammen mit dem Wasserbau für Planung, Entwicklung, Verteilung und Steuerung der optimalen Nutzung von Wasserressourcen. Sie muss sich kontinuierlich mit den aktuellen und zukünftigen Herausforderungen bei der Wasserverteilung auseinandersetzen. Im Zuge der Daseinsvorsorge muss die Wasserwirtschaft neben dem Erhalt und der Pflege der Ver- und Entsorgungsinfrastruktur auch den Landschaftsraum im Blick haben, um im Einklang mit der Natur eine nachhaltige ökologische Sicherung der Wasserressourcen und der Wasserqualität zu gestalten. Angesichts der wachsenden Unsicherheiten des globalen Klimawandels und der langfristigen Auswirkungen früherer wasserwirtschaftlicher Maßnahmen wird diese Entscheidungsfindung zusätzlich erschwert.
Eine der vordringlichsten Aufgaben der Wasserwirtschaft in Deutschland ist die sogenannte Renaturierung von Fließgewässern. Mit gezielten Maßnahmen der Gewässerentwicklung und des naturnahen Wasserbaus soll die gemäß EU-Wasserrahmenrichtlinie geforderte Ökologische Durchgängigkeit der Fließgewässer wiederhergestellt werden. Dies schließt auch Rücknahmen der in früheren Jahrzehnten vielfach durchgeführten Meliorationen mit ein. Diese hatten ohne Rücksicht auf die Bedeutung natürlicher Ökosysteme durch Trockenlegung von Feuchtgebieten den Verlust von wertvollen Lebensräume eingebracht und mit den Flussbegradigungen die Gefahr von Hochwasser auf angrenzenden Flächen gesteigert.
Ergänzend sind Retentionsflächen zu schaffen, um Hochwasserwellen zu kappen und gezielt in Polder umzuleiten, wo das gespeicherte Wasser zur Grundwasserneubildung genutzt werden kann. Die gleiche Richtung verfolgt das Prinzip der Schwammstadt, die der Flächenversiegelung entgegenwirken soll, damit das Regen- bzw. Oberflächenwasser vor Ort aufgenommen und im Boden gespeichert werden kann. In Zeiten des Klimawandels und bei der wachsenden Siedlungsdichte ist dies eine zunehmend wichtige und herausfordernde Aufgabe. In der Natur gibt es dafür ein Vorbild. Die Moore sind Wasserspeicher, -filter und gleichzeitig ein CO2-Speicher.
Im Hinblick auf die Anforderungen der EU-Wasserrahmenrichtlinie muss die Wasserwirtschaft in Zukunft zum Integrierten Wassermanagement weiter entwickelt werden, um bei der Umsetzung der Aufgaben und Vorhaben die Belange aller an der Sache betroffenen und interessierten Gruppen und Institutionen (Stakeholder) einbeziehen zu können.

## Wissensbasis
Die Wasserwirtschaft ist ein interdisziplinäres Feld und wird von verschiedenen Wissenschaftsbereichen vertreten und bearbeitet.
Ingenieurwesen
Durch die enge Verbindung zum Wasserbau ist die Wasserwirtschaft traditionell eine Ingenieurwissenschaft, die überwiegend im Bauingenieurwesen angesiedelt ist. Hauptsächlich liegen die Aufgaben im Bereich von Infrastrukturprojekten wie: Stauanlagenbau mit Energiewasserbau, Verkehrswasserbau und Gewässerausbau, Hochwasserschutz, Abwasserbehandlung, Wasserversorgung sowie der Be- und Entwässerung. Neben den Kenntnissen in Hoch- und Tiefbau wird bei allen Aufgaben die Expertise von Erd- und Grundbauingenieuren benötigt.
Geowissenschaften
Die Geowissenschaften befassen sich mit der Untersuchung und Erforschung der Wasserressourcen im Boden und der Wasserverteilung auf der Erde. Dadurch steht die Wasserwirtschaft mit den Bereiche Geografie, Geologie, Meteorologie, Hydrologie sowie Bodenkunde in Verbindung.
Ökologie
Die Ökologie untersucht die Auswirkungen des menschlichen Handelns auf die Wassersysteme, um eine Minimierung der Umweltbelastung zu erreichen. Berührungspunkte ergeben sich bei den Teilgebieten Limnologie, Meereskunde und den Umweltwissenschaften.
Zur Bearbeitung der wasserwirtschaftlichen Aufgaben müssen in einigen Bereiche Sonderfachleute hinzugezogen werden wie: Informatiker, Verfahrenstechniker, Maschinenbauer, Elektrotechniker, Mikrobiologen, Biochemiker oder Landschaftsplaner.

## Flussgebietsmanagement und Wasserwirtschaftsverbände
Nicht erst seit Erscheinen der EU-WRRL sollte Wasserwirtschaft weiträumiger gedacht und möglichst auf Flusseinzugsgebiete ausgedehnt werden. Dem hat in Deutschland das Land Nordrhein-Westfalen (NRW) vorgegriffen und praktiziert mit den sondergesetzlichen Wasserwirtschaftsverbänden schon seit Anfang des 20. Jahrhunderts einen Teil dieser Vorgaben und Empfehlungen. Den Verbänden wurden für ihr Verbandsgebiet hoheitliche Aufgaben der Wasserwirtschaft übertragen und sie dürfen diese unter Landesaufsicht eigenverantwortlich durchführen.
Auslöser waren die Schwierigkeiten bei der Entwässerung der Bergsenkungsgebiete im Einzugsgebiet der Emscher und die damit einhergehenden extremen hygienischen Probleme bei der Bevölkerung. Aus der Not heraus musste eine Lösung gefunden werden, wobei das preußischen Genossenschaftsrecht zu Hilfe kam. Denn damit konnte die Finanzierung der notwendigen Maßnahmen gesichert und gerecht auf die Betroffenen und Vorteilsnehmer im Verbandsgebiet aufgeteilt werden. Nach der Gründung der Emschergenossenschaft sind bis Ende des 20. Jahrhunderts neun derartige Verbände in NRW entstanden. Bei allen stehen als Hauptaufgaben die Abwasserreinigung und Regelung des Wasserabflusses im Mittelpunkt. Auch wenn die betreffenden Gesetze noch weitere Aufgaben vorsehen, sind diese nicht immer mit Erlass des Gesetzes schon übertragen worden.
Eine ganzheitliche Betrachtung eines Flussgebietes im Sinne der EU-WRRL ist damit zwar nicht gegeben, kann aber als ein Anfang gewertet werden und in Deutschland beispielgebend sein. Jedoch haben die Wasserwirtschaftsverbände in der Form noch keine Nachahmer gefunden. Im Prinzip steht dem die deutsche Wassergesetzgebung entgegen, die die Zuständigkeit in die Hände der Bundesländer gelegt hat, sodass an den Ländergrenzen die Wasserwirtschaft nach Einzugsgebieten endet.

## Tätigkeitsgebiete

### Gewässerbewirtschaftung
Die Seen und Flüsse als oberirdische Gewässer werden schon seit römischer Zeit in Europa bewirtschaftet. Dazu werden sie so gestaltet, dass
1. Transporte vereinfacht werden, meist durch gewässerbauliche Maßnahmen, etwa durch Flussbegradigungen, den Einbau von Staustufen, Schleusen oder Schiffshebewerken;
2. die Nahrungsmittelerzeugung verbessert wird, etwa durch Be- oder Entwässerung von Feldern oder die Anlage von Fischteichen;
3. Energiegewinnung z. B. durch Wassermühlen und Wasserkraftwerke ermöglicht wird;
4. künstliche Gewässer wie Talsperren oder Hochwasserrückhaltebecken zu errichten, um sie für den Hochwasserschutz, zur Trinkwasserversorgung oder zur Niedrigwasseraufhöhung zu nutzen;
5. in neuerer Zeit Freizeitnutzung für Segler, Angler etc. angeboten wird.

Die verschiedenen Ziele der Wasserwirtschaft bei der Nutzung der Gewässer werden mit dem Wasserwirtschaftsplan koordiniert.
Seit Ende des 20. Jahrhunderts werden in Deutschland die in früherer Zeit durchgeführten wasserbaulichen Veränderungen auch wieder zurückgebaut, Begradigungen werden aufgehoben, Flüsse dürfen wieder mäandrieren. Diese Renaturierungsmaßnahmen wirken sich teilweise positiv auf den Hochwasserschutz aus, da naturnahe Flusssysteme den Spitzenabfluss (Hochwasserscheitel) reduzieren können. Dabei wird allerdings die Hochwasserdauer verlängert. In diesem Zusammenhang spielt die Strömungslehre eine wichtige Rolle.
Die Bewirtschaftung unterirdischer Gewässer, also des Grundwassers, erfolgt meist im Rahmen der Trinkwassergewinnung oder der Regenwasserbewirtschaftung.

### Trinkwassergewinnung
Dies bezeichnet die Gewinnung, Aufbereitung und Verteilung von Trinkwasser in menschlichen Siedlungsräumen. Die WHO hat eine Leitlinie für Trinkwasserqualität erstellt (Guidelines for drinking-water quality).
Die Trinkwassergewinnung unterliegt in vielen Industrieländern der behördlichen Überwachung.
Teilweise haben die Kommunen in Deutschland nur eine überwachende Funktion oder auch die Pflicht, die Wasserversorgung selbst betrieblich zu gestalten. Unter anderem aufgrund knapper kommunaler Haushalte kommt es in den letzten Jahren vereinzelt zu Privatisierungen im Wasserversorgungs- und Wasserentsorgungsbereich.

### Brauchwassergewinnung
Industriebetriebe, Kraftwerke, Landwirtschaft und weitere gewerbliche Verbraucher benötigen großen Mengen an Betriebswasser. Da an diese Wässer geringere bzw. andere Anforderungen bei Qualität, Zusammensetzung und Temperatur gestellt werden, wird für solche Zwecke z. T. Wasser ohne oder mit nur geringem Aufbereitungsaufwand gefördert.

### Abwasserbewirtschaftung
Die Abwasserbewirtschaftung umfasst die Sammlung, die Ableitung mittels Kanalisation, die Reinigung und Aufbereitung von Abwasser sowie die Entsorgung der Abbauprodukte.
Ein wesentlicher Bestandteil der Abwasserbewirtschaftung ist die Überwachung und Instandhaltung der Infrastruktur. Diese Kontrollen gewährleisten eine effiziente Ableitung und Aufbereitung des Abwassers. Schäden an der Kanalisation können zu Umweltbelastungen führen. Deshalb sind gezielte Sanierungsmaßnahmen notwendig. Diese Aufgabe wird in Deutschland hauptsächlich von den Kommunen und Stadtwerken erfüllt. In einigen Regionen gehen Wasser- und Abwasserverbände dieser Aufgabe nach, ebenso werden auch private Unternehmen mit der Durchführung der Wartung- und Sanierungsaufgaben beauftragt.

### Regenwasserbewirtschaftung
Die Sammlung, ggf. Reinigung und Versickerung von Regenwasser in das Grundwasser, der Rückhalt von Regenwasser vor der Einleitung in ein oberirdisches Gewässer oder auch die Nutzung von Regenwasser (für z. B. Bewässerungszwecke) sind Aufgaben der Regenwasserbewirtschaftung. Maßnahmen zur Bewirtschaftung von Regenwasser werden häufig im Zusammenhang mit einer Planung von Flächenversiegelungen wie z. B. Gebäudeneubau oder Straßenbau bearbeitet.